# Bhander
Bhander là một thị xã và là một nagar panchayat của quận Datia thuộc bang Madhya Pradesh, Ấn Độ.

## Địa lý
Bhander có vị trí 25°44′B 78°45′Đ / 25,73°B 78,75°Đ Nó có độ cao trung bình là 211 mét (692 foot).

## Nhân khẩu
Theo điều tra dân số năm 2001 của Ấn Độ, Bhander có dân số 20.667 người. Phái nam chiếm 53% tổng số dân và phái nữ chiếm 47%. Bhander có tỷ lệ 68% biết đọc biết viết, cao hơn tỷ lệ trung bình toàn quốc là 59,5%: tỷ lệ cho phái nam là 76%, và tỷ lệ cho phái nữ là 59%. Tại Bhander, 16% dân số nhỏ hơn 6 tuổi.